# Lucasium byrnei
Espèce
Synonymes
- Diplodactylus byrnei Lucas & Frost, 1896
- Diplodactylus dorotheae Wells & Wellington, 1985

Statut de conservation UICN

 LC  : Préoccupation mineure
Lucasium byrnei est une espèce de geckos de la famille des Diplodactylidae.

## Répartition
Cette espèce est endémique d'Australie. Elle se rencontre en Australie-Méridionale, en Nouvelle-Galles du Sud, au Queensland et dans le Territoire du Nord

## Description
Ce gecko nocturne est brun-marron, avec des taches plus ou moins allongées et irrégulières marron-beige et marron sombres, plutôt transversales, sur le dos.

## Étymologie
Cette espèce est nommée en l'honneur de Paddy M. Byrne.

## Publication originale
- Lucas & Frost, 1896 : Further preliminary notice of certain new species of lizards from central Australia. Proceedings of the Royal Society of Victoria, vol. 8, p. 1-4 (texte intégral).